# Tornáda ve Spojených státech amerických

Četnost tornád v USA mezi roky 1950–2019

Tornáda ve Spojených státech amerických dosahují nejvyššího výskytu na světě. Tornado Alley (doslovně „ulička tornád“), je oblast USA, kde se vyskytují nejčastěji. Jedná se o oblast vymezenou povodím řeky Mississippi, Skalistými horami a Apalačským pohořím. Nejčastějším výskytem v oblasti Tornado Alley je duben až červen.

## Charakteristika
Tornádo je silně rotující vítr, který nabývá tvar chobotu až nálevky hustého dýmu. Vítr dosahuje rychlosti přibližně 117–511 km/h a získává šedivý až černý odstín. Tornádo doprovází mrak nazývaný „základna“, bez kterého by nemohlo vzniknout. Kolem své rotační osy vytváří prašný vír, v důsledku kontatku se zemí.

## Klasifikace podle síly

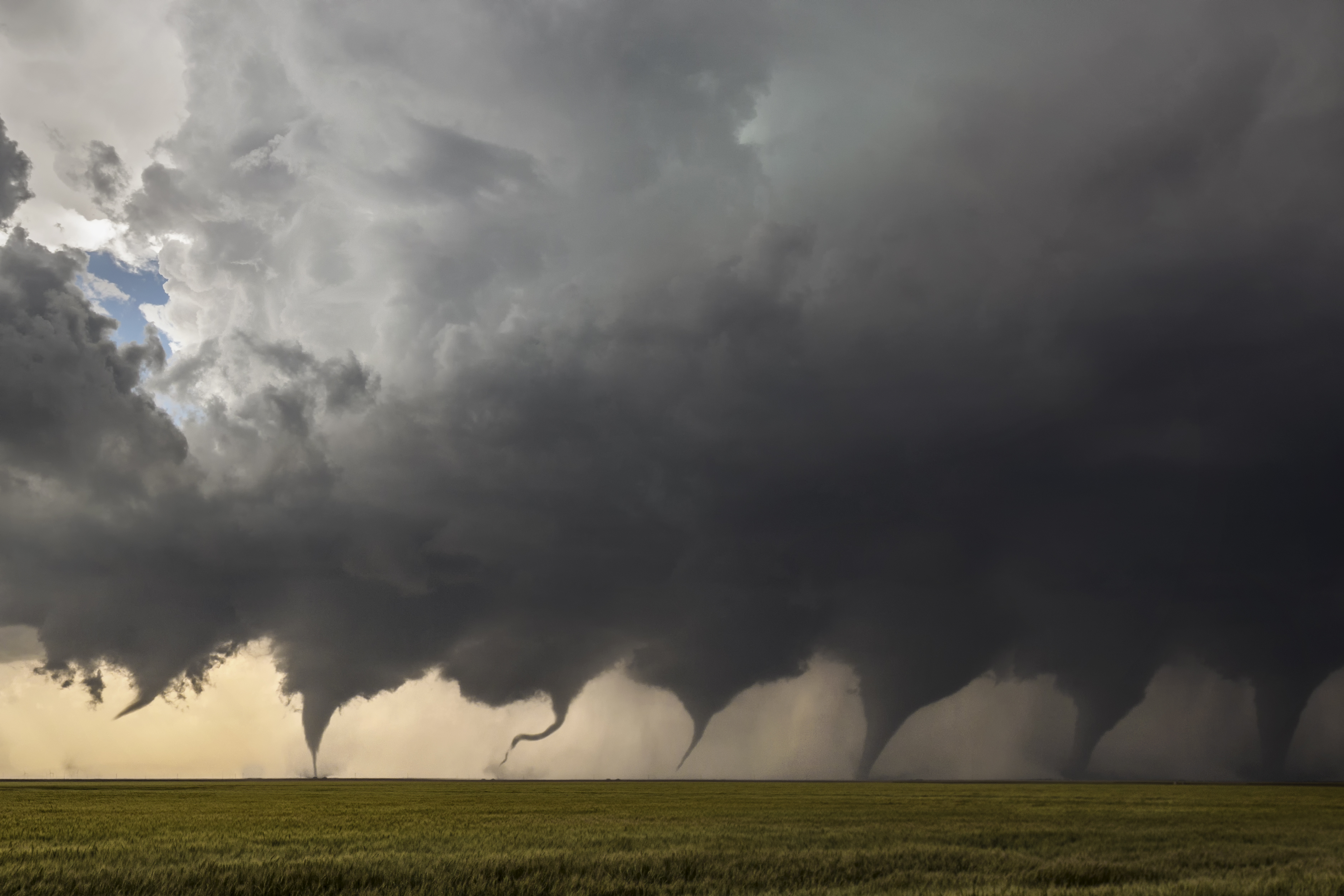
Vícenásobná expozice zachycující vznik tornáda na pláních Kansasu, 2016

Tornáda jsou hodnocena podle síly ve Fujitově stupnici, označují se značkou „F“ a příslušnou hodnotou síly. Hodnoty síly tornáda jsou známkovány od nejnižší hodnoty F1 až do F5, spolu se silou tornáda se často uvádí také rychlost tornáda v km/h.
- F1 – 0 až 180 km/h, slabší tornádo.
- F2 – 180 až 252 km/h, tornádo dokáže vyvrátit vysoké předměty a z malých se stávají nebezpečně poletující předměty.
- F3 – 252 až 332 km/h, odtrhává střechy a většina stromů je vyvrácena, jsou odmršťovány i těžká auta.
- F4 – 332 až 418 km/h, velmi silný vír, jeho rychlostí ničí celé domy a může je i odnést.
- F5 – 418 až 500 km/h, nejsilnější forma tornáda, která nechává poletovat nejtěžší předměty a odmršťuje je do vzdálenosti 100 m, svou silou vytrhává stromy i s kořeny.

## Oblasti častého výskytu
USA jsou státem s nejvyšší četností tornád. Nejvíce jich lze napočítat na jihovýchodním pobřeží USA, konkrétně ve státech Texas, Louisiana, Mississippi a Florida. V této oblasti vzniká  až desítka tornád ročně. Stávají se tak často vyhledávaným místem jejich stopařů. Další oblastí je centrální region USA. Nejvíce ve státě Oklahoma, na severu Texasu a na hranicích Nebrasky, Colorada a Kansasu.
Mezi oblasti nejsilnějších (ale ne nejčetnějších) tornád patří v seznamu historicky zaznamenaných tornád nejčastěji Texas. Těsně za ním je Missouri, který vede ve vysokém počtu tornád o síle až F4.

## Nejničivější tornáda
Podle statistiky Národní úřadu pro oceánské atmosférické jevy (The National Oceanic Atmospheric Administration) padne každoročně v USA za oběť tornádům nejméně 80 lidí a dalších 1500 bývá zraněno. Nejčastějšími oběťmi jsou obyvatelé chatrných konstrukcí tzv. mobilních domů.
1.
Dne 18. března 1925 nejničivější tornádo v americké historii, tzv. Tornádo tří států (Tri-State Tornado) zasáhlo oblasti severovýchodního Ellingtonu v Missouri a severozápad Princetonu v Indianě. Toto nejdále putující tornádo na světě zanechalo 747 mrtvých a 2 298 zraněných.
2.
Ve dnech 15.–28. května 1896 tornádo o síle F4 Fujitsovy stupnice zasáhlo pás území od Texasu po Pensylvánii a vyžádalo si více než 484 mrtvých a více než 2 000 zraněných.
3.a
Ve dnech 23.–25. dubna 1908 tornádo Dixie o síle F5 udeřilo ve státě Nebraska, z Velkých plání prošlo přes stát Louisiana a podél Mississippi; zanechalo 324 obětí a více než 1 720 zraněných.
3.b
Ve dnech 21.–26. května 2011 si tornádo na jihu USA ve státech Alabama, Giorgia a Tennessee vyžádalo rovněž 324 obětí.
4.
Dne 7. května 1840 tzv. Velké tornádo Natchez (The Great Natchez Tornado) způsobilo 317 obětí. Větší počet mrtvých než zraněných zavinila přítomnost lidí na plantážích bez možnosti úkrytu.
5.
Superoutbreak ve dnech 3.–4. dubna 1974 byl sérií tornád o síle F5 a F4, která zasáhla pás území od Alabamy po Indianu a zanechala 315 mrtvých.
6.
Ve dnech 12.–14. dubna 1965 tornádo o síle F4 zasáhlo Arkansas, Indianu a Cleveland a zaznamenalo 266 mrtvých a 3 662 zraněných.
7.
Dne 27. března 1896 zasáhlo St. Louis v Missouri tornádo o síle F4 Fujitsovy stupnice. Vyžádalo si 255obětí. Patřilo mezi tzv. „outbreak“ tornáda, vznikající opakovaně ve stejné oblasti v určitých intervalech. 
8.
Ve dnech 20.–23. března 1913 prošlo tornádo přes státy Omaha, Nebraska, Alabama a  vyžádalo si 241 obětí a více než 1 535 zraněných.
9.
Ve dnech 21.–22. března 1952 prošlo tornádo Arkansasem přes Tennessee a severní Mississippi, stálo 209 obětí a 1 212 zraněných.
10.
Ve dnech 19.–20. února 1884 tzv. Enigma tornádo o síle F4 zasáhlo pás území ve státech Alabama, Giorgia a Severní Karolína. Zanechalo více než 178 mrtvých a více než 1 056 zraněných.
11.
Ve dnech 29. dubna – 1. května 1909 si tornádo ve státech Alabama a Mississippi vyžádalo více než 165 obětí a více než 696 zraněných.
12.
Dne 18. dubna 1880 prošlo tornádo o síle F4 státy Missouri a Mississippi a zanechalo více než 165 obětí a více než 511 zraněných. 
13.
Apalačské tornádo ve dnech 22. a 23. dubna 1944 si ve státech západní Virginii a Pansylvánii vyžádalo 163 obětí a více než 1044  zraněných.
14.
Palm Sunday tornádo 28. března 1920 zasáhlo metropolitní oblast Chicaga a vyžádalo si 153 obětí a 1 215 zraněných.
15.
Ve dnech 10.–11. prosince 2021 si tornáda o síle F 4 v dlouhém pásu území šesti států Illinois, Kentucky, Nebraska, Arkansas, Missouri a Tennessee vyžádalo zatím 94 obětí. Počet dosud není konečný, protože se dohledávají nezvěstní.